# Virginia Duțescu
Virginia Duțescu (n. 27 septembrie 1908, Târgu Cărbunești, România – d. 5 mai 1970) a fost o aviatoare română, cea de a zecea aviatoare brevetată în România, în 1936.

## Biografie
După terminarea studiilor secundare la Târgu Jiu, Virginia se înscrie la cursurile Școlii de aviație „Mircea Cantacuzino”, unde îl are instructor de zbor pe Constantin „Coty” Abeles, cu care se va căsători în anul 1939. După obținerea brevetului de pilot cu numărul 10, s-a dedicat acrobației aeriene, fiind prima femeie din România care urmează un astfel de program de pregătire și tot prima femeie din România instructor de pilotaj, la Școala de pilotaj la Ploiești (1939 – 1941).
Începe să se antreneze pentru mitinguri aeriene, manifestări ce se organizau periodic în epocă, pe întinsul țării. Prima sa participare la o asemenea manifestație are loc la sfârșitul lunii septembrie 1937, la Sfântul Gheorghe. Participă la mitingurile de la Cernăuți, Brăila și Chișinău.
În 1939, are loc prima concentrare pentru manevrele militare la care participă ca viitor pilot sanitar, fiind mobilizată, în 1941, în Escadrila Albă. A activat în Escadrila Sanitară până la 1 septembrie 1941, când a demisionat din motive medicale.
După război, în 1948, a fost arestată, condamnată la trei ani de închisoare și închisă la Mislea deoarece soțul ei, căpitanul aviator Constantin Abeles („Coty”), cu care se căsătorise în 1939, dar de care era despărțită, însă nu și divorțată, fugise cu un avion în Turcia, precum și pentru faptul că încercase să contacteze rezistența armată anti-comunistă din munți. Este eliberată în 1954, însă supravegherea Securității a continuat până în 1959.
A încetat din viață în anul 1980.

## Decorații
- Ordinul „Virtutea Aeronautică” de război cu spade, clasa Crucea de aur (27 septembrie 1941) „pentrucă dela începutul campaniei, pe orice vreme și în orice condițiuni, de multe ori expuse la proiectilele inamice, au evacuat, pe calea aerului, răniții gravi din primele linii în zona interioară, salvând vieți scumpe. Activitatea lor s'a exercitat și în folosul aliaților noștri”[8]